# 1558年
| 千纪： | 2千纪 |
| 世纪： | 15世纪 \| 16世纪 \| 17世纪                                                                                 |
| 年代： | 1520年代 \| 1530年代 \| 1540年代 \| 1550年代 \| 1560年代 \| 1570年代 \| 1580年代                           |
| 年份： | 1553年 \| 1554年 \| 1555年 \| 1556年 \| 1557年 \| 1558年 \| 1559年 \| 1560年 \| 1561年 \| 1562年 \| 1563年 |
| 纪年： | 戊午年（马年）；明嘉靖三十七年；越南莫朝光宝四年，后黎朝正治元年；日本弘治四年，永祿元年                   |

## 大事记
- 1月7日——加來圍城戰，法国吉斯公爵从英国手中夺取了加来，英国最后一个位于欧洲大陆的城市（1347年百年戰爭以來一直被英格蘭統治）。
- 7月——浮野之戰，織田信長戰勝和齋藤義龍聯盟的織田信賢。
- 8-9月——查理五世發兵遠征阿爾及利亞穆斯塔加奈姆，但以失敗告終。
- 11月17日－英國伊莉莎白一世登基，重新頒佈了被廢除的《至尊法案》，並且又頒佈了《1558年單一法令》（又譯《信仰統一法》或《統一法》），英國國教再次成為了英國的法定宗教。
- 今川義元卸下家督之位，由其子今川氏真接任。
- 俄羅斯沙皇國伊凡四世以立窩尼亞違背約定和波蘭形成聯盟為名，以四萬大軍侵入立窩尼亞，形成由沙俄與丹麥-挪威、瑞典帝國以及波蘭-立陶宛所組成的聯軍長達25年對抗的立窩尼亞戰爭。
- 奧圖曼土耳其在巴巴羅薩·海雷丁帕夏之子哈珊帕夏的率領下入侵薩阿德王朝，在非斯以北發生了瓦迪·拉班戰役（Battle of Wadi al-Laban），但哈珊帕夏聽聞西班牙將入侵奧蘭而撤退。

## 出生
- 日期不明——劉綎，明朝將領（1619年逝世)

## 逝世
- 9月21日——查理五世，西班牙国王、神圣罗马帝国皇帝、西西里国王、那不勒斯国王（1500年出生）
- 11月17日——瑪麗一世，英格蘭和愛爾蘭女王。（1516年出生）